# 대학연합선교봉사회
대학연합선교봉사회(The Union of University Mission Service Center)은 충남 지역의 대학생들을 중심으로 설립된 선교기관이다.
2014년 8월 28일에 설립되었으며, 세종특별자치시에 위치해있다.
2016년부터 2018년까지 13개국 나라에 약 40명 정도의 선교사를 해외로 파송하였고, 이를 위하여 말씀훈련과 봉사활동이 기초가 되어 전국 11개 지역 센교센터에서 교육하고 있다.